# Hydrovatus omentatus
Hydrovatus omentatus är en skalbaggsart som beskrevs av Guignot 1950. Hydrovatus omentatus ingår i släktet Hydrovatus och familjen dykare. Inga underarter finns listade i Catalogue of Life.